# Gauliga Bayern 1939/40
Die Gauliga Bayern 1939/40 war die siebte Spielzeit der Gauliga Bayern (offiziell: Bereichsklasse Bayern) im Fußball. Wie in allen Spielklassen wurde die Runde nach dem ersten Spieltag durch den Ausbruch des Zweiten Weltkrieges zunächst ausgesetzt. Während die anderen Bereichsklassen in Süddeutschland in Gruppen aufgeteilt wurden und ihre Meisterschaften erst Ende November starteten, wurde die Gaumeisterschaft in Bayern bereits am 29. Oktober 1939 in der ursprünglich geplanten eingleisigen Liga mit zehn Mannschaften wieder aufgenommen. Den Titel konnte sich der 1. FC Nürnberg zurückerobern, der sich in diesem Jahr vor allem mit dem BC 1907 Augsburg als härtesten Konkurrenten auseinandersetzen musste. In der sich anschließenden Endrunde um die deutsche Meisterschaft scheiterte der „Club“ bereits in der Vorrunde am SV Waldhof Mannheim. Da die Spielklasse 1940/41 in zwei Staffeln begann und kurzfristig auf 13 Mannschaften aufgestockt wurde, verblieben die auf den Abstiegsplätzen rangierenden Aufsteiger VfR 07 Schweinfurt und FSV Nürnberg im bayrischen Oberhaus. Aus den Bezirksklassen stiegen die Würzburger Kickers und Schwaben Augsburg auf.

## Abschlusstabelle
| Pl. | Verein                    | Sp. | S  | U | N  | Tore    | Quote | Punkte |
| --- | ------------------------- | --- | -- | - | -- | ------- | ----- | ------ |
| 1.  | 1. FC Nürnberg            | 18  | 13 | 3 | 2  | 056:130 | 4,31  | 29:70  |
| 2.  | BC 1907 Augsburg          | 18  | 12 | 4 | 2  | 049:160 | 3,06  | 28:80  |
| 3.  | 1. FC Schweinfurt 05 (M)  | 18  | 12 | 1 | 5  | 049:170 | 2,88  | 25:11  |
| 4.  | BSG WKS Neumeyer Nürnberg | 18  | 12 | 1 | 5  | 049:310 | 1,58  | 25:11  |
| 5.  | SpVgg Fürth               | 18  | 8  | 3 | 7  | 035:250 | 1,40  | 19:17  |
| 6.  | SSV Jahn Regensburg       | 18  | 7  | 3 | 8  | 040:440 | 0,91  | 17:19  |
| 7.  | TSV 1860 München          | 18  | 7  | 2 | 9  | 034:360 | 0,94  | 16:20  |
| 8.  | FC Bayern München         | 18  | 3  | 4 | 11 | 021:350 | 0,60  | 10:26  |
| 9.  | VfR 07 Schweinfurt (N)    | 18  | 3  | 3 | 12 | 023:590 | 0,39  | 09:27  |
| 10. | FSV Nürnberg a (N)        | 18  | 0  | 2 | 16 | 013:930 | 0,14  | 02:34  |

| (M) | Titelverteidiger                       |
| (N) | Aufsteiger aus der Bezirksliga 1940/41 |

## Aufstiegsrunde

### Gruppe Nord
| Platz | Verein             | Spiele | Tore  | Quote | Punkte |
| ----- | ------------------ | ------ | ----- | ----- | ------ |
| 1.    | Würzburger Kickers | 4      | 10:50 | 2,00  | 5:3    |
| 2.    | Post SG Fürth      | 4      | 11:11 | 1,00  | 4:4    |
| 3.    | 1. FC Lichtenfels  | 4      | 08:13 | 0,62  | 3:5    |

### Gruppe Süd
| Platz | Verein                | Spiele | Tore  | Quote | Punkte |
| ----- | --------------------- | ------ | ----- | ----- | ------ |
| 1.    | SSV Schwaben Augsburg | 4      | 13:60 | 2,17  | 6:2    |
| 2.    | FC Wacker München     | 4      | 09:50 | 1,80  | 6:2    |
| 3.    | 1. FC Straubing       | 4      | 06:17 | 0,35  | 0:8    |